# Provincia de Juzestán

Condados de Juzestán.

Juzestán o Juzistán (en persa: استان خوزستان) es una de las 31 provincias de Irán. Situada en el sudoeste del país, comparte frontera con Irak. Su capital es Ahvaz.

## Etimología
El nombre Juzestán hace referencia al pueblo Juzí, quienes habitaron la zona desde tiempos remotos. De la misma forma, el nombre de su ciudad capital, Ahvaz, refiere a este pueblo. En árabe este asentamiento recibió el nombre de Suq al-Ahwaz, 'Mercado de los Juzíes', siendo 'Ajwaz' el plural de 'juz'.
Alternativamente la región recibe el nombre de Arabistán debido al proceso de arabización que tuvo lugar entre el siglo XVI y XIX. Durante este período arribaron cantidades importantes de tribus provenientes de la península arábiga, particularmente Banu Ka'b y Banu Lam. Desde entonces la lengua dominante es el árabe, aunque coexiste con numerosas lenguas como el luri, lengua persa moderna, entre otras.

## Historia
Los juzíes constituyeron un grupo étnico distinto a los semitas e indoeuropeos que más tarde se asentaron en la zona, su civilización es contemporánea de Sumeria y se especula que su lengua forma parte de la hipotética familia elamo-dravídica. Puede decirse, a grandes rasgos, que Juzestán corresponde a lo que históricamente fue Elam en términos geográficos y culturales. 
Al menos desde el milenio tercero a. C. la región se conocía alternativamente como Susa, en honor a la capital del reino elamita. Las primeras influencias extranjeras sobre la cultura del Juzestán llegaron a mano de grupos semíticos: babilonios, asirios y caldeos principalmente. Posteriormente se dieron contactos con grupos indoeuropeos, primero bajo el imperio medo y posteriormente en alianza con los persas, quienes hacia 550 a. C. establecieron la dinastía aqueménida. Esta última tuvo Susa como una de sus tres capitales junto con Persépolis y Babilonia; asimismo, usó preponderantemente la lengua elamita para asuntos administrativos complementada en menor medida por el persa antiguo y el arameo. 
Con la conquista de Alejandro de Macedonia en 329 a. C. la zona recibió también la influencia helenística que pasó primer por la cultura griega y posteriormente la romana. Se reporta que Alejandro mismo "... organizó el casamiento de 10 000 soldados griegos con igual número de doncellas "persas" en Susa." En tiempos de los seléucidas, partos y sasánidas la región continuó recibiendo influjos greco-romanos, iranios y semíticos; entre estos sobresale la migración de prisioneros de guerra romanos tras los enfrentamientos entre Shapur I (241-272) y Valeriano. Tales movimientos dieron origen a la ciudad Yundishapur o Gondeshapur, la cual se volvió un centro de cultura particularmente reconocido por su escuela de medicina y por el florecimiento del cristianismo nestoriano y el maniqueísmo.
A pesar de las numerosas y prolongadas influencias, Juzestán mantuvo una identidad propia y su lengua continuó hablándose aun después de la conquista árabe y la conversión de la población al islam. En el siglo X Istajrí reportó, en su Masalik al-mamalik, que los habitantes "hablan la mayoría de ellos persa y árabe, pero también tienen su propia lengua, Juzí (lisanan juziyan), la cual no es ni hebreo ni siriaco ni persa." Desde tiempos aqueménidas (550 a. C.) su historia política tiene una relación de vasallaje con los imperios locales, especialmente los iranios, en momentos de debilitamiento del poder central la zona constituyó entidades políticas autónomas como el reino de Elimaida o Elymais, el sultanato de Musha'asha', entre otras. Aun como provincia o vasallo, el nivel de dependencia era variable, distintas fuentes confirman que los habitantes "...siempre reconocieron la supremacía del Shah de Persia, pero ... tienen sus propios jefes ... quienes rara vez se ven en la necesidad de lidiar con gobernadores locales enviados por el Shah."
No sabemos con certeza cuándo comenzó el proceso de arabización del Juzestán, es de esperarse que haya sido un proceso de muy larga duración. Lo que tenemos por seguro es que el proceso se consolidó definitivamente entre los siglos XVII y XIX gracias a la migración masiva de tribus árabes. En el proceso arribaron miembros de distintas tribus del centro y sur de la península arábiga; entre ellos destacan Banu Ka'b y Banu Lam, los cuales migraron casi la totalidad de sus miembros al espacio entre Basra y la provincia de Fars. De Banu Lam sabemos que solo entre 1788 y 1846 movilizó 17 450 familias" La mayoría de las tribus migradas adoptaron el chiismo, aunque hubo algunas como los Muntafik quienes llegaron en 1812 permaneciendo sunnitas.

## Economía
En la antigüedad la zona fue sumamente productiva en la producción de cereales gracias a su clima y a la amplia disponibilidad de agua por sus ríos. También fue uno de los primeros y más importantes centros de producción de caña de azúcar en la zona del Irak, Irán y Arabia. Su productividad hizo de la región una de las provincias más importantes para las economías imperiales persas, mismas que invirtieron grandes esfuerzos en la realización de obras hidráulicas para la mejora de los rendimientos agrícolas. 
A diferencia de la mayor parte del Mundo Islámico, Juzestán continuó siendo vastamente próspera durante y después de las conquistas mongolas. El cambio en los patrones de producción no llegó sino hasta el fin de la dinastía Safaví (1722). La desaparición del poder central dio lugar a hostilidades entre los grupos tribales árabes e iranios, saqueo sistemático de las caravanas comerciales a mano de la tribu Banu Lam, abuso en el cobro de impuestos por parte de los jefes locales, abandono de la infraestructura hidráulica y destrozo de las áreas asentadas agrícolas a causa de la economía pastoral nomádica y semi-nomádica.
En 1908 prospectores británicos hallaron vastos yacimientos de petróleo en Juzestán, en Masyid-e-Suleyman. Una porción relevante de la producción petrolera y de gas iraní tiene lugar en esta provincia. Lo que se dijo hace más de mil años en Hudud al-'alam "Esta provincia es más próspera que cualquier provincia vecina." actualmente vuelve a ser cierto, Juzestán es una de las provincias más prósperas de todo Irán. Lamentablemente la actividad industrial ha causado altos niveles de contaminación, al grado que Ahvaz es consistentemente catalogada como una de las ciudades con peor calidad del aire del mundo.

## Movimientos separatistas árabes
A inicios del siglo XX, con el Estado Qajar debilitado y el surgimiento de movimientos nacionalistas en el Medio Oriente, la provincia de Juzestán vio el surgimiento de líderes árabes que propugnaban la creación de un Estado árabe independiente. El primero de estos fue Jaz'al, jeque de la tribu Ka'b entre 1897 y 1924. Su agenda política expresamente proclamaba la defensa de la independencia de su país árabe y oposición al poder persa extranjero.
Este primer intento de creación de un Estado árabe a basado en el territorio de Ahvaz se vio frustrado por una contundente campaña militar del entonces primer ministro Reza Khan. En noviembre de 1924 sus tropas ocuparon la provincia, depusieron al jeque Jaz'al y para enero de 1925 Reza Khan estaba de regreso en Teherán en vísperas de deponer la dinastía Qajar e iniciar el período Pahlevi. Este nuevo período se caracterizó por la instauración de políticas de centralización del poder y de unificación cultural en línea con la nueva concepción del Estado-nación iraní. Entre otras cosas esto implicó la prohibición del uso de la lengua árabe, la imposición de educación exclusivamente en persa, entre otras.
Sucesivas revueltas entre 1925 y 1945 fueron reprimidas violentamente.
Entre 1946 y 1967 las demandas de independencia de los árabes iraníes se canalizaron en formas más organizadas, particularmente a través de partidos políticos. El primero fue el partido Al-Saada, fundado en 1946. Le siguió el Frente de Liberación Arabistán en 1956, el Frente Nacional para la Liberación del Arabistán en 1960 y el Frente de Liberación Ahwaz en 1967.
Durante la década de los 60 Irak apoyó a estos grupos separatistas. En 1975 alcanzó un acuerdo diplomático con Irán y detuvo su apoyo a la causa separatista. Posteriormente en el marco del conflicto Irán-Irak, este último renovó su llamado para "liberar Arabistán" sin éxito.
Los árabes de Juzestán también tomaron parte de los movimientos populares de 1979. Una de las principales demandas de los participantes era autonomía para la región árabe. La represión de las protestas por parte de las fuerzas de seguridad iraníes fue una de las motivaciones de la crisis del asedio a la embajada iraní en Londres de 1980, cuando el Frente Democrático Revolucionario para la Liberación de Arabistán tomó la embajada iraní en Reino Unido demandando primero autonomía para Juzestán y después la liberación de presos políticos.